# مایکل گریفین (بازیکن فوتبال)
مایکل گریفین (انگلیسی: Michael Griffin؛ زادهٔ ۱ آوریل ۱۸۸۷) بازیکن فوتبال اهل بریتانیا است.
از باشگاه‌هایی که در آن بازی کرده‌است می‌توان به باشگاه فوتبال لیورپول اشاره کرد.